# Comrades (film 1903)
Comrades è un cortometraggio muto del 1903.  Il nome del regista non viene riportato nei credit.

## Produzione
Il film fu prodotto dalla Selig Polyscope Company

## Distribuzione
Distribuito dalla Selig Polyscope Company, il film - un cortometraggio di 23 metri e 47 - uscì nelle sale cinematografiche degli Stati Uniti nel 1903.